# Sitcom (film)
Sitcom is een Franse surrealistische, satirische film uit 1998, geschreven en geregisseerd door François Ozon. De film gaat over de teloorgang van een deftig gezin, waarvan de rampspoed begint met de aankoop van een wit ratje. De titel van de film refereert aan de Amerikaanse sitcoms, die bekendstaan om hun conservatieve familiewaarden en typische humor.

## Verhaal
De huisvader van een schijnbaar normaal gezin komt op een dag thuis met een klein wit ratje. Het beestje heeft echter een bijzonder effect op zijn echtgenote en zijn kinderen en roept hun donkerste verborgen verlangens op.
Zoon Nicolas komt publiekelijk uit voor zijn homoseksualiteit en organiseert wilde orgieën, dochter Sophie springt uit het raam en loopt daarbij een dwarslaesie op. Ze heeft geen gevoel meer in haar geslachtsorganen en doet aan sadomasochisme met haar vriendje. De moeder verleidt haar zoon om hem te genezen van zijn geaardheid. Als Sophie dit ontdekt, probeert ze haar vader te verleiden, die echter ongenaakbaar blijft.
Vanwege de gebeurtenissen gaat de moeder met zoon en dochter naar een vierdaagse groepstherapie. De vader wil er niet bij wil zijn. Hij droomt ondertussen dat hij op zijn verjaardag verrast wordt door zijn familie, en vervolgens iedereen neerschiet. Wanneer zijn vrouw hem belt en hem vertelt dat de rat  verantwoordelijk is voor de veranderingen in het gezin, doodt hij het dier in de magnetron en eet het op. Nadat de vader de rat heeft verorbert, wordt hij zelf een rat. Wanneer de rest van het gezin na terugkomst van de therapie dit ontdekt, doden ze de vader.
In de slotscène verzamelen de overige familieleden en Maria, het dienstmeisje, en haar man Abdu zich bij het graf van de vader. De veranderde verhoudingen zijn zichtbaar: de moeder verschijnt arm in arm met Maria, die eerder al als lesbienne uit de kast is gekomen; Nicolas arriveert met zijn partner Abdu, en Sophie, die weer met krukken kan lopen, lijkt zich te hebben verzoend met haar vriend David. Als de koppels het kerkhof verlaten, verschijnt een witte rat bij de grafsteen.

## Mogelijke invloeden
- In John Schlesingers bekende film Midnight Cowboy komen de diepste seksuele frustraties van een moeder en haar zoon naar boven, nadat de moeder een kleine witte muis gemaakt heeft.
- Een andere inspiratiebron kunnen Pier Paolo Pasolini's boek en film Teorema zijn, waarin de komst van een mysterieuze vreemdeling in het huis van een Italiaans gezin uit de middenklasse wordt verhaald. De vreemdeling verleidt systematisch elk gezinslid: de moeder, die nymfomane wordt, de vader, de dochter, die hij achterlaat in catatonie, en de zoon, die vervolgens zijn homoseksualiteit ontdekt en kunstenaar wordt.

## Rolverdeling
| Acteur                     | Personage                   |
| -------------------------- | --------------------------- |
| Évelyne Dandry             | de moeder                   |
| François Marthouret        | de vader                    |
| Marina de Van              | Sophie                      |
| Adrien de Van              | Nicolas                     |
| Lucia Sanchez              | Maria                       |
| Stéphane Rideau            | David                       |
| Jules-Emmanuel Eyoum Deido | Abdu                        |
| Jean Douchet               | de psychotherapeut          |
| Sébastien Charles          | de jongen met de courgettes |
| Vincent Vizioz             | de jongen met rood haar     |
| Kiwani Kojo                | de jongen met piercing      |
| Gilles Frilay              | de man met snor             |
| Antoine Fischer            | klein jongetje              |